# Schloss Karlsberg (Kärnten)

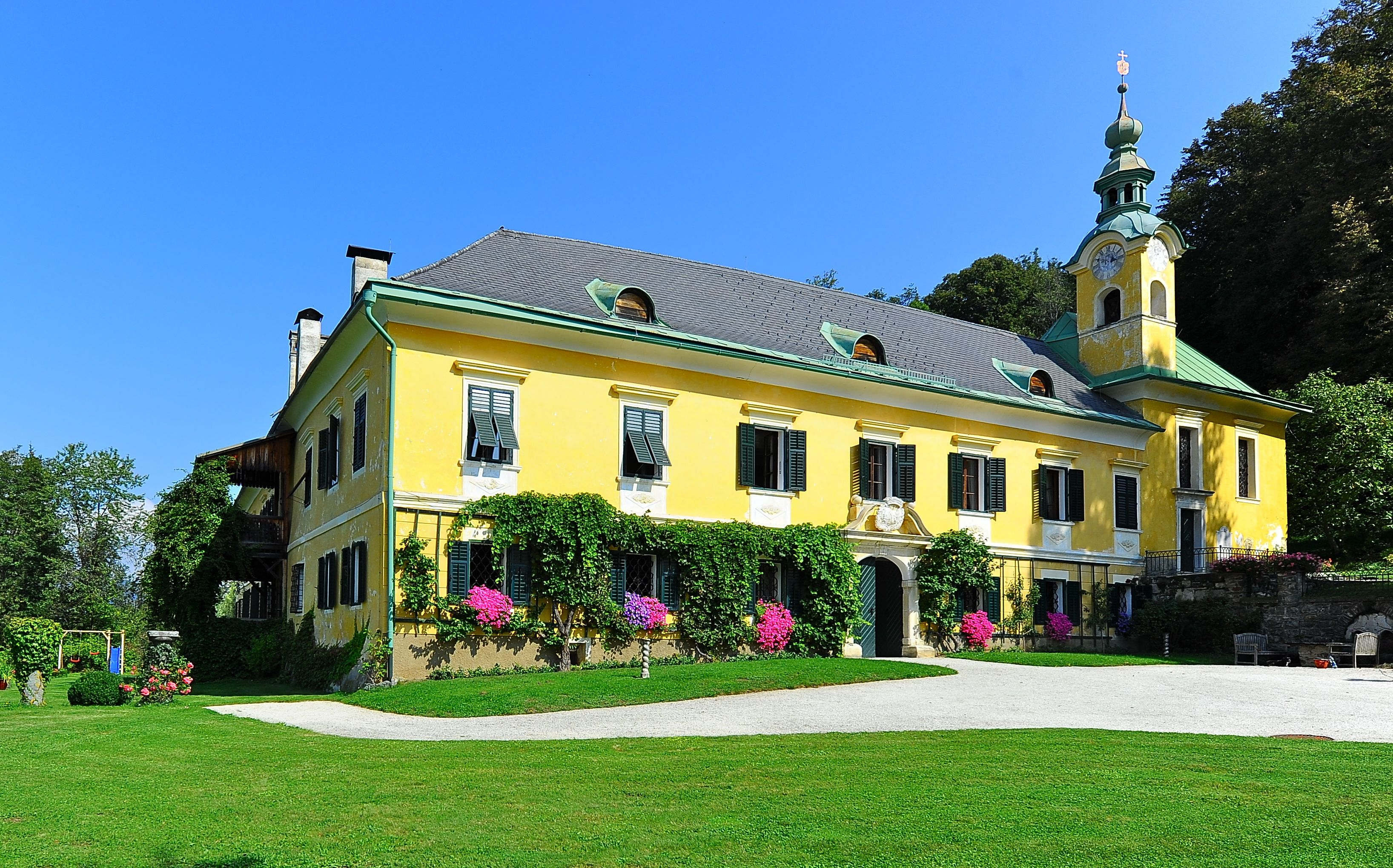
Schloss Karlsberg (2011)

Schloss Karlsberg befindet sich auf einem kleinen Plateau unterhalb der Burg Karlsberg südwestlich von St. Veit an der Glan in Kärnten. Der im zweiten Drittel des 17. Jahrhunderts errichtete und im 19. Jahrhundert veränderte Bau steht unter Denkmalschutz.

## Geschichte
Erbauer des Schlosses war Karl Rudolf Freiherr von Wangler, der Burg und Herrschaft Karlsberg von 1635 bis 1667 besaß. 1687 erwarb Kardinal Johann Freiherr von Goëss Karlsberg, das seither im Besitz der Familie Goëss ist.

## Baubeschreibung
Schloss Karlsberg ist ein vierflügeliges, zweigeschoßiges Bauwerk, das einen kleinen, rechteckigen Hof umschließt. Die Fenster des Obergeschoßes besitzen einen Sturz. Das korbbogige Portal an der Westseite des Schlosses ist mit der Jahreszahl 1697 bezeichnet. Zwischen den geschwungenen Giebelanläufen befindet sich eine Kartusche mit dem Wappen der Grafen Goëss.
Im Schloss führt südseitig ein offener, hölzerner Gang, in dem sich ein Gedenkstein aus dem Jahr 1315 befindet, der aus der seit dem 17. Jahrhundert dem Verfall preisgegebenen Burg stammt. Er zeigt den Uhu, das Wappentier der Auffensteiner. Außerdem finden sich zwei römische Reliefsteine sowie der 1948 von Schloss Hunnenbrunn überstellte, 1585 geschaffene und mit dem Wappen der Khevenhüller versehene marmorne Tritonenbrunnen und verschiedene Spolien aus der alten Burg Karlsberg.

## Schlosskapelle
Die Südostecke des Schlosses befindet sich, etwas erhöht angebaut, eine Kapelle, über deren Nordwestecke ein dachreiterartiges Glockentürmchen mit Laterne und Zwiebelhelm aufgesetzt ist. Die Kapelle wurde 1728 von Johann Graf Goëss gestiftet und mit einem kleinen, geschnitzten Altar mit einem Bild des heiligen Karl Borromäus ausgestattet. An der Nordwand des Kapellenraumes befindet sich ein mit Schnitzzier geschmücktes Oratorium, das von zwei geschnitzten Engelsfiguren bekrönt ist, die das Doppelwappen des 1696 gestorbenen Kardinals von Gurk und Freiherrn von Goëss halten. In der Sakristei steht ein Ende des 17. Jahrhunderts gebauter Schrank mit bemalten Flügeln.